# میثراس

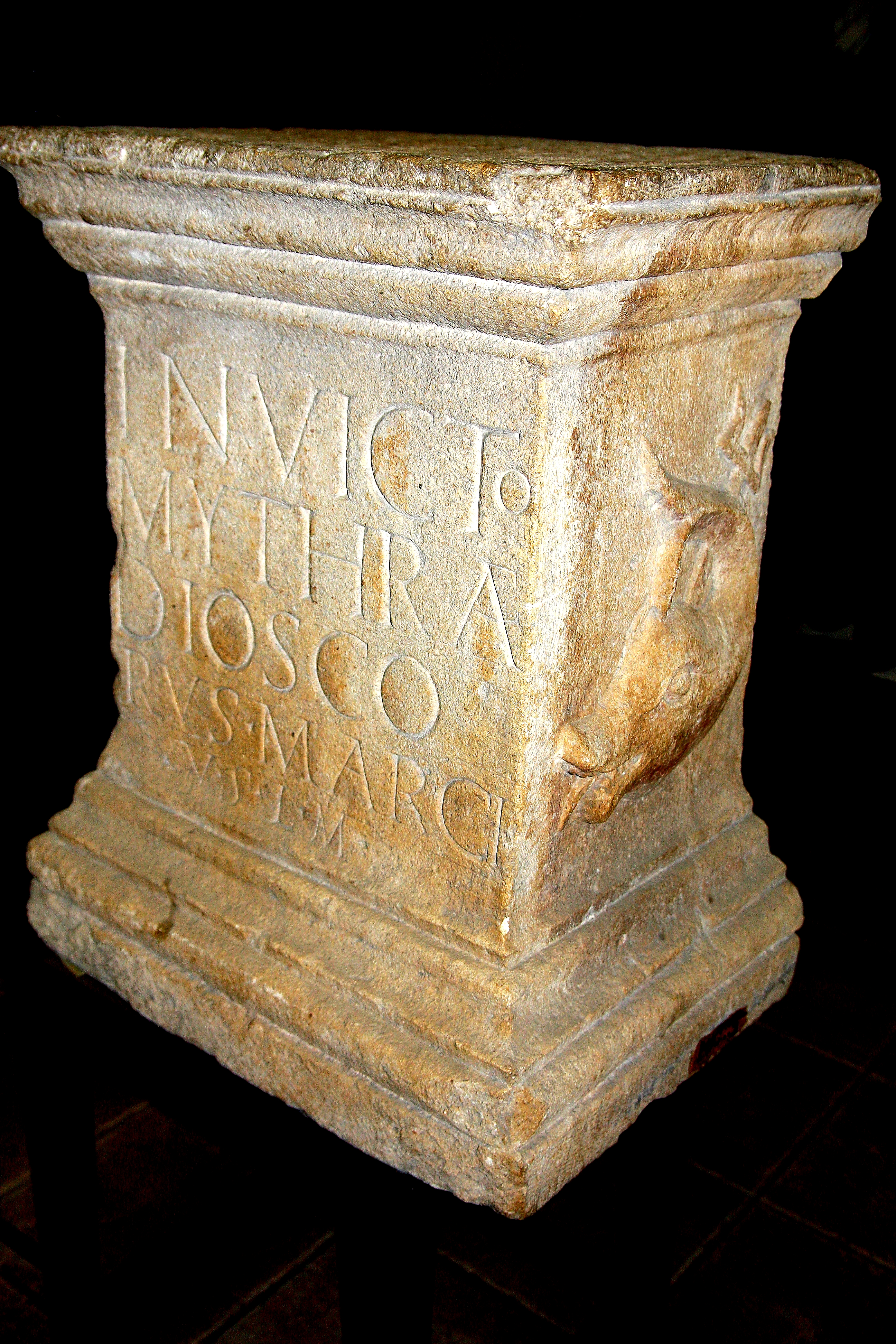
محراب نذری تقدیم شده به میترا، از آلبا یولیا در رومانی، در مجموعه‌های موزه ملی تاریخ رومانی، («به میترای شکست‌ناپذیر، دیوسکوروس [پسر/غلام] مارکوس با کمال میل و شایسته به عهد خود عمل کرد.»)

میتراس یا میثراس (به لاتین: Mithras)، (Μίθρας) معادلِ یونانیِ میترا، یا مهر (ایزد ایرانی)، نام خدای مردمان ایرانی‌تبار است. نکته ای که دانشمندان میتراشناسی از زمان فرانس کومون به آن اذعان دارند. شکل یونانی این نام در شرح حال کوروش بزرگ، کوروش‌نامه، اثری که در قرن چهارم قبل از میلاد نوشته شده‌است، دیده می‌شود.
کلمه میترا به عنوان نام موجودی ستودنی در متن زرتشتی زند اوستا آمده‌است. نام‌های خدایان مشابه در زبان‌های هندواروپایی مرتبط شامل میترا (خدای هندو)، "मित्रः" است که در سرودهای ریگ ودایی یافت می‌شود. در سانسکریت، «میترا» به معنای «دوست» یا «دوستی» است.
در معاهده صلح منقوش در ۱۴۰۰ قبل از میلاد بین هیتی‌ها و پادشاهی هوری‌های میتانی در منطقه جنوب شرقی دریاچه وان در سرزمین کوهستانی ارمنستان، شکل «mi-it-ra» به عنوان نام خدایی ظاهر می‌شود که همراه با چهار الوهیت دیگر به عنوان شاهدان و حافظان «پیمان» ذکر شده‌است. روبرت ترکان این کتیبه را به عنوان «قدیمی‌ترین شواهد میترا در آسیای صغیر توصیف می‌کند.
در دوران باستان متاخر، نام یونانی میتراس (مίθραϲ) در متنی که به عنوان مناجات‌نامه میترا، بخشی از پاپیروس بزرگ جادویی پاریس (Paris Bibliothèque Nationale Suppl. gr. 574)، دیده می‌شود. در اینجا به میترا لقب «خدای بزرگ» داده می‌شود و با خدای خورشید هلیوس شناخته می‌شود. دربارهٔ اینکه آیا این متن بیانگر آیین میترائیسم است، دیدگاه‌های متفاوتی در میان محققان وجود داشته‌است. فرانس کومون استدلال کرد که اینطور نیست؛ ماروین میر فکر می‌کند که چنین است؛ در حالی که هانس دیتر بتز آن را ترکیبی از سنت‌های یونانی، مصری و میترایی می‌بیند.
پیوندهای ایرانی نام میترا توسط دانشمندانی مانند دیوید اولانسی تأیید شده‌است که میترائیسم رومی را چیزی جدید تفسیر می‌کنند. سناریوی مورد بحث اولانسی این است که «فرقه رومی میترا در واقع یک دین جدید بود که نام یک خدای ایرانی را به عاریت گرفته بود تا به خود طعمی عجیب و غریب شرقی بدهد.»
به گفته یکی دیگر از مورخان میترائیسم، جان آر. هینلز: «خدا در چهار دین متمایز پرستش منحصر به فرد است: هندوئیسم (به عنوان میترا)، در آیین زرتشتی ایرانی و مانوی (به عنوان میترا)، و در امپراتوری روم (به عنوان میثراس). مری بویس، محقق ادیان ایرانی باستان، می‌نویسد که «اگرچه به نظر می‌رسد میترائیسم امپراتوری روم محتوای ایرانی کمتری نسبت به آنچه مورخان تصور می‌کردند داشته‌است، همچنان «همان‌طور که نام میترا به تنهایی نشان می‌دهد، این محتوا از اهمیت خاصی برخوردار بوده‌است.»

## نگارخانه

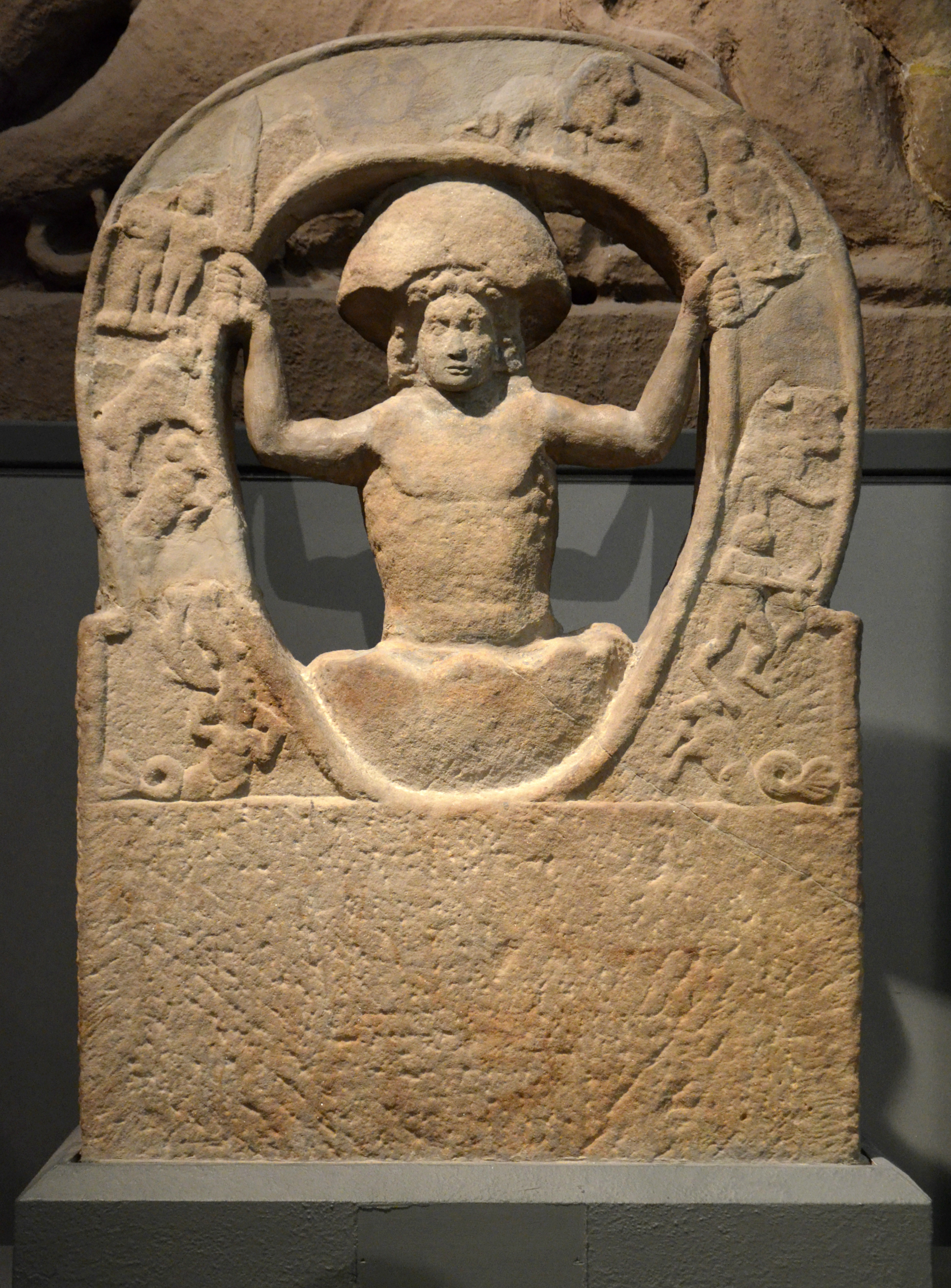
نقش برجسته ای پیدا شده در غار میترایی در قلعه رومی هاوسستدز نزدیک دیوار هادریان در انگلستان که میثراس را نشان می‌دهد در حالیکه خنجر و شعله ای در دست دارد و از تخم کیهانی بیرون می‌آید.